# Nivala
Nivala là một đô thị của Phần Lan.
Đô thị này nằm ở tỉnh Oulu trong vùng Bắc Ostrobothnia. Đô thị này có dân số 10.901 (2003) với diện tích là 536,80 km² trong đó có 7,25 km² là diện tích mặt nước. Mật độ dân số là 20.6 người trên mỗi km². Cựu tổng thống Phần Lan Kyösti Kallio đã sinh sống lâu dài ở Nivala
Đô thị này chỉ sử dụng tiếng Phần Lan.